# Syberia 3
Syberia 3 – trzecia odsłona serii Syberia, należąca do gatunku komputerowych gier przygodowych typu „wskaż i kliknij”. Została wyprodukowana i wydana przez Microïds oraz Anuman Interactive 20 kwietnia 2017 roku na platformy Microsoft Windows, Xbox One oraz PlayStation 4. 18 października 2018 ukazała się wersja na konsolę Nintendo Switch. Gracz po raz kolejny wciela się w znaną z poprzednich części Kate Walker i wraz z jej przyjaciółmi kontynuuje swoją podróż po Rosji.
Ponieważ drugą i trzecią część gry dzieli ponad 13 lat, w Syberii 3 zrezygnowano z prerenderowanych teł lokacji na rzecz grafiki 3D. Zaimplementowano tu także m.in. swobodną kamerę oraz animacje stworzone przy użyciu techniki motion capture.
Pierwsze wzmianki o trzeciej części Syberii pochodzą z 2009 roku, datę premiery przesuwano kilkakrotnie, by w końcu wydać ją 20 kwietnia 2017.

## Opis fabuły
Kate Walker budzi się ze śpiączki w szpitalu, w rosyjskim mieście Valsembor. Poznaje tam Kurka, młodego Jukola, przewodnika Migracji Śnieżnych Strusi, z którymi plemię Jukoli jest silnie związane tradycją. Okazuje się, że to wędrujący Jukole odnaleźli Kate na śnieżnym pustkowiu i przenieśli ją do szpitala, ratując jej życie. Kate Walker postanawia pomóc Jukolom w ich podróży. Pojawia się jednak wiele przeszkód: władze wrogo traktują Jukoli i usiłują położyć kres Migracji. Poza tym, tej zimy valsemborskie jezioro nie zamarzło, a Jukole i ich strusie zawsze przeprawiały się po jego lodzie. By razem z Jukolami dotrzeć do celu świętej wędrówki, Kate będzie musiała rozwiązać te i wiele więcej problemów, jednocześnie nie dając się złapać żołnierzom pod dowództwem tajemniczego Pułkownika.
W DLC Automat ma plan, Kate Walker, po zakończeniu jukolskiego rytuału na Stadionie Olimpia, znika w nocy ze swojej jurty Oskar, przyjaciel-automat Kate (znany także z Syberii i Syberii 2), postanawia Kate poszukać. Odkrywa, że Kate znajduje się w poważnym niebezpieczeństwie.

## Rozgrywka
Kontynuując tradycję poprzednich części Syberii, gracz musi zmierzyć się z łamigłówkami o zróżnicowanym stopniu trudności. Kate Walker porusza się po trójwymiarowych lokacjach, szukając elementów maszyn, rozmawiając z NPC, uruchamiając przeróżne urządzenia czy manipulując obiektami. Nowością natomiast jest występowanie zadań wymagających fizycznego ingerowania w przedmioty, np. podważania pokrywy nożem.
Historia opowiadana w grze jest liniowa, gracz może również trafić na niewidzialne ściany. Zrezygnowano z prerenderowanych teł na rzecz grafiki 3D, dodano swobodną kamerę, animacje wykonano przy użyciu technologii motion capture, a sterowanie przygotowano z myślą o konsolowych gamepadach.
Nastroju grze dodaje muzyka skomponowana przez Inona Zura.
| Ścieżka dźwiękowa gry Syberia 3 | Ścieżka dźwiękowa gry Syberia 3  | Ścieżka dźwiękowa gry Syberia 3 |
| Nr                              | Tytuł utworu                     | Długość                         |
| ------------------------------- | -------------------------------- | ------------------------------- |
| 1.                              | „Syberia 3 (Main Theme)”         | 2:52                            |
| 2.                              | „Thrill of Nature”               | 2:30                            |
| 3.                              | „Dark Force in Motion”           | 1:32                            |
| 4.                              | „Call of Tradition”              | 2:25                            |
| 5.                              | „Symphony for a Redemption”      | 1:07                            |
| 6.                              | „Kate Walker”                    | 2:38                            |
| 7.                              | „A Craftsman's Cave”             | 3:34                            |
| 8.                              | „A Traveler with No Destination” | 1:38                            |
| 9.                              | „Tainted City”                   | 3:12                            |
| 10.                             | „Story Unfolds”                  | 2:22                            |
| 11.                             | „The Spirit of the Lake”         | 1:55                            |
| 12.                             | „Valsembor”                      | 3:11                            |
| 13.                             | „Walk the Walk”                  | 2:21                            |
| 14.                             | „Destiny Awaits”                 | 4:21                            |
| 15.                             | „Olympia”                        | 4:33                            |
| 16.                             | „A Matter of Proportions”        | 1:22                            |
| 17.                             | „Baranour”                       | 3:14                            |
| 18.                             | „Sanity Doubts”                  | 2:15                            |
| 19.                             | „Traces to Find”                 | 2:28                            |
| 20.                             | „Crucial Run”                    | 2:11                            |
| 21.                             | „Kate and the Youkols”           | 2:34                            |
| 22.                             | „Back to Syberia”                | 3:01                            |
|                                 |                                  | 57:16                           |

## Produkcja
Mimo iż trzecią odsłonę serii Syberia zapowiedziano w 2009 roku jedynie jako żart prima aprilisowy, prace nad grą naprawdę rozpoczęto. Pierwsza data premiery ustalona była już na rok 2010. Właściwe prace zaczęto jednak dopiero w 2012. Uczestniczył w nich znany z fabuły poprzednich części Benoît Sokal. Później zakładano, że produkcja ukaże się w 2014 lub 2015 roku. Gdy i to się nie udało, przesunięto premierę na rok 2016, a na gamescom zaprezentowano zrzuty ekranu z produkcji. Wreszcie, 8 lat od pierwotnych założeń, 20 kwietnia 2017 roku wydano Syberię 3 na trzy platformy: PC, Xbox One oraz PlayStation 4. Użytkownicy Nintendo Switch musieli poczekać na port do roku 2018. 31 października 2017 zapowiedziano darmowe DLC zatytułowane An Automaton with a Plan (w wersji polskiej Automat ma plan), którego premiera odbyła się 9 listopada.
Z powodu usterek technicznych towarzyszących premierze gry, twórcy opublikowali kilka tzw. patchy, które m.in. umożliwiają grę za pomocą myszki oraz zmniejszyły spadki płynności podczas rozgrywki.

### Polska wersja językowa
W tabeli zawarci zostali aktorzy, użyczający głosów postaciom Syberii 3, na podstawie materiałów źródłowych.
| Aktor                 | Postać                       |
| --------------------- | ---------------------------- |
| Anna Dereszowska      | Kate Walker                  |
| Albert Osik           | Kurk                         |
| Lidia Sadowa          | Ayawaska                     |
| Michał Konarski       | Oskar                        |
| Agnieszka Fajlhauer   | Dr Olga Jefimowa             |
| Wojciech Chorąży      | Dr Zamiatin                  |
| Cezary Nowak          | Simon Steiner                |
| Marta Dobecka         | Sara Steiner                 |
| Jan Kulczycki         | Kapitan Obo                  |
| Jakub Kamieński       | Pan Bouruth                  |
| Piotr Warszawski      | Pułkownik                    |
| Andrzej Blumenfeld    | Dr Helmut Mangöling          |
| Tomasz Borkowski      | Vlad                         |
| Katarzyna Skolimowska | Katerina Drozdołowa          |
| Natalia Samojlik      | Dunyasha Doubrovskaïa-Ti Kah |
| Mikołaj Klimek        | Burmistrz Piotr Buliakin     |
| Stefan Knothe         | Nick Cantin                  |
| Janusz Wituch         | Kowal                        |

## Odbiór
Gra spotkała się z mieszanym odbiorem krytyków. Syberię 3 chwalono przede wszystkim za niezwykle wciągającą fabułę oraz trudne i pomysłowe łamigłówki. Krytykowano natomiast liczne błędy, które skutecznie utrudniały recenzentom przejście gry.
Hubert Sosnowski z serwisu Gry-Online pochwalił grę za magiczny klimat, nastrojową muzykę i trudność zagadek, negatywnie ocenił jednak złą optymalizację, błędy oraz niestabilność. Katarzynie Dąbkowskiej z gram.pl w grze spodobała się polska wersja językowa oraz historia i klimat, ale przeszkadzała jej zła praca kamery oraz długie i częste ekrany ładowania. Patryk Fijałkowski pochwalił grę za klimat, ale skrytykował dramatyczne spadki klatek na PlayStation 4 oraz brzydką grafikę.
Gra w wersji na komputer osobisty uzyskała średnią ocen wynoszącą 51/100 według serwisu Metacritic oraz 43,92% według serwisu GameRankings.